# سيسنا 340
سيسنا 340 (بالإنجليزية: Cessna 340)‏ هي طائرة خفيفة لنقل ركاب، بمحركين وستة مقاعد. أنتجت في 1971 بالولايات المتحدة. من صناعة سيسنا. كان أول طيران لها في 1970. ومازالت في الخدمة حتى الآن. صنع منها 1351 طائرة.